# Mae Nolan
Mae Ella Nolan (ur. 20 września 1886 w San Francisco, zm. 9 lipca 1973 w Sacramento) – amerykańska polityczka, członkini Partii Republikańskiej.

## Działalność polityczna
W okresie od 23 stycznia 1923 do 3 marca 1925 była przedstawicielką 5 okręgu wyborczego w stanie Kalifornia w Izbie Reprezentantów Stanów Zjednoczonych.
Jej małżonkiem był John I. Nolan.